# Universitatea de Vară de la Băile Tușnad
Universitatea de Vară de la Băile Tușnad (în maghiară Bálványosi Nyári Szabadegyetem és Diáktábor), cunoscută sub numele de Festivalul Tusványos sau pur și simplu Tusványos, este un seminar anual de amploare din Bazinul Carpatic, care are loc anual în Băile Tușnad, România (în maghiară Tusnádfürdő). Evenimentul a fost conceput inițial pentru a promova cooperarea transfrontalieră, relațiile româno-maghiare și schimbul cultural și politic maghiar. Pe lângă temele politice și de interes public, există și posibilitatea de relaxare și de distracție, precum și de a participa la evenimente sportive și culturale sau de a vizita concerte ale ansamblurilor maghiare și transilvănene.

## Istorie
Prima ediție a avut loc în 1990 la Balvanyos, cu intenția de a promova cooperarea între români, maghiarii din România și maghiarii din Ungaria. La primele ediții au participat numeroși politicieni de rang înalt din România (precum Emil Constantinescu, Traian Băsescu, Adrian Severin) și din Ungaria, fiind bine primiți de ambele comunități.
În 1997, evenimentul a fost mutat de la Balvanyos la Tușnad (de unde și denumirea informală maghiară Tusványos). În jurul anului 2000, a început o transformare a Universității de Vară, trecând de la un seminar politic la o tabără de vară pentru studenți. Unii critici consideră că această schimbare a avut un efect negativ asupra evenimentului. În jurul anului 2010, o nouă transformare a devenit evidentă: regimul lui Viktor Orbán din Ungaria s-a implicat semnificativ în Universitatea de Vară, utilizând-o ca platformă pentru a promova politica partidului Fidesz. Presa din România a devenit critică la adresa evenimentului, iar participarea românilor a scăzut semnificativ. Mulți politicieni au refuzat invitațiile de a participa, de teama de a fi asociați cu ideologia Fidesz, și au criticat Universitatea de Vară, considerând că a degenerat de la un dialog intercultural la un monolog al părții maghiare.